# クラウド・ナイン (戯曲)
『クラウド・ナイン』（クラウド9、Cloud Nine）は、キャリル・チャーチル（Caryl Churchill）作のイギリスの演劇作品。2幕。1978年のジョイント・ストック劇団（Joint Stock Theatre Company）とのワークショップを経て、1979年2月14日、ロンドンのダーリントン・カレッジ・オブ・アーツで初演された。

## 概説
第1幕と第2幕は対位法的構造を作っている。第1幕の舞台はヴィクトリア朝（1837年 - 1901年）のイギリス領アフリカで、第2幕の舞台は1979年のロンドン公園である。しかし、登場人物たちは2つの幕の間でたった25歳しか年を取っていない。また、俳優たちは第1幕で演じた役と別の役を第2幕で演じる。つまり、登場人物は第1幕と第2幕で演じる役者が異なる。

たとえば、植民地行政官の妻ベティは第1幕では男優が演じ、第2幕では女優が演じる。また、第1幕で黒人の使用人を演じるのは白人で、ベティの娘ヴィクトリアを演じるのは人形、第2幕で5歳の少女を演じるのは大人の男優とそれぞれ指定されている。第1幕は従来の喜劇をパロディ化し、ヴィクトリア朝の社会と植民地政策を風刺する。第2幕は、喜劇とヴィクトリア朝のイデオロギー双方の制約が、より寛大な1970年代に緩和された時、何が起こりうるかを描いている。
『クラウド・ナイン』は表現主義と不条理の要素を含んでいるが、それ以上に、チャーチルの以降の作品にある現実主義的な規約に従っている。この劇は物議をかもす性描写と卑猥な言葉を使い、植民地の抑圧と性の抑圧の類似点を立証する。そのユーモアは不調和とカーニバレスクの上に立脚し、異なる人々を受け入れ、彼らを支配せず、特定の社会的役割に組み込むことを強制しないというチャーチルの政治的なメッセージを伝えることを助けている。

## 日本での上演例
翻訳はいずれも松岡和子によるものが使われている。
|                                  | 演出             | 出演 | 劇場                          |
| -------------------------------- | ---------------- | --- | ----------------------------- |
| 1982年 （パルコ）                | 藤原新平         | 菅野忠彦、佐藤オリエ、鵜澤秀行、坂部文昭、塩島昭彦、大橋芳枝、松下砂稚子                                         | PARCO西武劇場                 |
| 1985年 （パルコ/劇団青い鳥）     | 木野花           | 上村柚梨子、葛西佐紀、芹川藍、南部夜貴子、綾田俊樹、伊沢磨紀、久世龍之介、田根楽子、巻上公一、三沢慎悟           | PARCO SPACE PART3             |
| 1986年 （パルコ/劇団青い鳥）     | 木野花           | 綾田俊樹、久世龍之介、竹下佳男、田根楽子、巻上公一、伊沢磨紀、小林洋子、葛西佐紀、上村柚梨子、芹川藍、南部夜貴子 | PARCO SPACE PART3             |
| 1988年 （パルコ）                | 木野花           | 江波杏子、戸川純、左時枝、加藤善博、勝村政信、金子研三、久世龍之介                                               | PARCO SPACE PART3             |
| 1995年 （パルコ/メジャーリーグ） | マシュー・ロイド | 南果歩、上杉祥三、村田雄浩、銀粉蝶、松重豊、高畑淳子、平田満                                                     | PARCO劇場                     |
| 2011年 （日本劇団協議会）        | 伊藤大           | 浅地直樹、宇宙、小暮智美、安藤瞳、山賀教弘、勝島乙江、南谷朝子                                                   | 青年座劇場                    |
| 2017年 （モチロン）              | 木野花           | 髙嶋政宏、伊勢志摩、三浦貴大、正名僕蔵、平岩紙、宍戸美和公、石橋けい、入江雅人                                   | 東京芸術劇場 シアターイースト |

## 日本語訳
- クラウド9 - 松岡和子訳（劇書房/構想社 1983、1992年） ISBN 4875745257